# Hassan Amcharrat
Hassan Amcharrat (arabe : حسن مشرَّط), dit Acila (arabe : عسيلة), né en 1948 à Mohammédia et mort dans la même ville le 22 juillet 2023, est un footballeur international marocain des années 1970. Il était attaquant.

## Biographie
Il participe à la CAN 1976 puis à la CAN 1978. Lors de la première, il remporte le tournoi, sans inscrire de but. Lors de la seconde, il inscrit les deux seuls buts du Maroc, contre la Tunisie et le Congo. Le Maroc est cette fois-ci éliminé au premier tour.
Il prend également part aux qualifications pour la Coupe du monde 1974 et aux qualifications pour la Coupe du monde 1978.
Il meurt le 22 juillet 2023 à Mohammédia à l'âge de 75 ans.

## Sélection en équipe nationale

### Les matchs "A"
1. 12/09/1971 Maroc - Mexique à Casablanca 2 - 1 Amical
2. 03/12/1972 Sénégal - Maroc à Dakar 1 - 2 Elim. CM 1974
3. 11/02/1973 Guinée - Maroc à Conakry 1 - 1 Elim. CM 1974
4. 25/02/1973 Maroc – Guinée à Tétouan 2 - 0 Elim. CM 1974
5. 20/05/1973 Côte d’Ivoire - Maroc Abidjan 1 - 1 Elim. CM 1974………………1 but
6. 03/06/1973 Maroc – Côte d’Ivoire à Tétouan 4 - 1 Elim. CM 1974
7. 21/10/1973 Zambie – Maroc à Lusaka 4 - 0 Elim. CM 1974
8. 31/10/1973 Algérie - Maroc à Alger 2 - 0 Amical
9. 09/12/1973 Zaire - Maroc à Kinshasa 3 - 0 Elim. CM 1974
10. 06/03/1974 A.Saoudite - Maroc à Riyad 0 - 0 Amical
11. 07/04/1974 Maroc – Algérie à Casablanca 2 - 0 Amical
12. 09/10/1974 Syrie - Maroc à Damas 1 - 1 (3 - 4p) Finale Tournoi Kuneitra
13. 31/10/1974 Algérie - Maroc à Alger 0 - 0 Amical
14. 24/11/1974 Maroc - Gambie à Casablanca 3 - 0 Elim. CAN 1976
15. 07/12/1974 Gambie - Maroc à Banjul 0 - 3 Elim. CAN 1976
16. 02/03/1975 Casablanca : Maroc vs Tunisie 0 - 0 Amical
17. 22/03/1975 Maroc - Sénégal à Fès 4 - 0 Elim. CAN 1976……………………….1 but
18. 13/04/1975 Sénégal - Maroc à Kaolack 2 - 1 Elim. CAN 1976
19. 13/07/1975 Maroc - Ghana à Casablanca 2 - 0 (6 - 5) Elim. CAN 1976………..1 but
20. 31/08/1975 Tunisie - Maroc à Alger 0 - 0 JM 1975
21. 01/03/1976 Soudan - Maroc à Dire Dawa 2 - 2 CAN 1976
22. 04/03/1976 Zaire - Maroc à Dire Dawa 0 - 1 CAN 1976
23. 09/03/1976 Egypte - Maroc à Addis Abeba  1 - 2 2°Tour CAN 1976
24. 11/03/1976 Nigeria - Maroc à Addis Abeba  1 - 2 2°Tour CAN 1976
25. 12/09/1976 Arabie Saoudite - Maroc Riyadh 0 - 2 Amical…………………………1 but
26. 12/10/1976 Jordanie - Maroc à Damas 0 - 3 Jeux Panarabes 1976……………..2 buts
27. 14/10/1976 Yemen du sud - Maroc Damas 0 - 4 Jeux Panarabes 1976…………2 buts
28. 18/10/1976 Syrie - Maroc à Damas 0 - 0 Jeux Panarabes 1976
29. 12/12/1976 Maroc – Tunsie à Casablanca 1 - 1 Elim. CM 1978
30. 03/04/1977 Maroc - Gabon Rabat 5 - 1 Amical…………………………….1 but
31. 18/01/1978 Libye vs Maroc 0 - 1 Amical
32. 26/02/1978 Maroc – URSS à Marrakech 2 - 3 Amical…………………….1 but
33. 06/03/1978 Tunisie - Maroc à Kumasi 1 - 1 CAN 1978…………………….1 but
34. 09/03/1978 Congo - Maroc à Kumasi 0 - 1 CAN 1978……………………..1 but
35. 11/03/1978 Ouganda - Maroc à Kumasi 3 - 0 CAN 1978
36. 08/04/1979 Maroc – Mauritanie Casablanca 4 - 1 Elim. CAN 1980……….1 but
37. 24/06/1979 Maroc - Togo Mohammedia 7 - 0 Elim. CAN 1980

### Les matchs olympiques
1. 23/02/1975 Casablanca Maroc v Libye 2 - 1 Elim. JO 1976…………………..1 but
2. 14/03/1975 : Benghazi Libye v Maroc 0 - 1 Elim. JO 1976
3. 04/09/1975 : Alger : Maroc - France "B" 1 - 1 (3-4p)  Demi-finale J.M 1975
4. 30/11/1975 : Tunis : Tunisie v Maroc 0 - 1 Elim. JO 1976……………………….1 but
5. 14/12/1975 Casablanca Maroc v Tunisie 1 - 0 Elim. JO 1976
6. 18/04/1976 : Tanger Maroc v Nigeria 1 - 0 Elim. JO 1976……………………..1 but
7. 15/04/1979 : Casablanca Maroc v Sénégal 1 - 0 Elim. JO 1980………………1 but

## Palmarès

### Club
Chabab Mohammédia
- Coupe du Maroc
  - Vainqueur en 1975

- Coupe du Maghreb des vainqueurs de coupe
  - Vainqueur : 1974

### Sélection nationale
- Maroc
  - Coupe d'Afrique des nations
    - Vainqueur en 1976